# Mary Sackville
Mary Sackville, nascida Bagot, Condessa de Falmouth e Dorset (1645 – 1679, nascida Bagot) foi uma cortesã britânica e amante do rei Carlos II. O rei recompensou-a com concessões de terras, o palácio Somerset House e uma pensão estatal.

## Biografia
Filha do coronel Henry Bagot e sua esposa Dorothea Arden, Mary casou-se primeiramente com Charles Berkeley, 1.º Conde de Falmouth em 1663. O casal teve uma filha Mary Bagot, que se com Gilbert Cosins Gerard. Ele morreu na Batalha de Lowestoft durante a Segunda Guerra Anglo-Holandesa em 3 de julho de 1665, atingido por tiro de canhão.
Após a morte da esposa do irmão do rei o duque de Iorque, Ana Hyde, a viúva Berkeley, foi brevemente considerada como uma possível noiva para o duque. Mas foi foi descartada devido ao seu envolvimento com Carlos II.
Ela casou-se pela segunda vez, e secretamente, com Charles Sackville, 6.º Conde de Dorset em junho de 1674. Sackville morreu no parto em 12 de setembro de 1679 e foi enterrada em Withyan, Sussex.
Mary foi uma das Beldades de Windsor pintadas por Sir Peter Lely. Lely erroneamente assinou o retrato como sendo "Elizabeth, Condessa de Falmouth". Ela também foi erroneamente chamada "Condessa de Ossory" em algumas gravuras de retratos e livros nos séculos XVIII e XIX, muitos dos quais foram posteriormente reimpressos, contribuindo com as imprecisões.